# Holotrichia rugifrons
Holotrichia rugifrons är en skalbaggsart som beskrevs av Moser 1913. Holotrichia rugifrons ingår i släktet Holotrichia och familjen Melolonthidae. Inga underarter finns listade i Catalogue of Life.